# Igor Štimac
Igor Štimac (Metković, 6 settembre 1967) è un allenatore di calcio, procuratore sportivo ed ex calciatore croato, di ruolo difensore, tecnico dello Zrinjski Mostar.

## Statistiche

### Statistiche da allenatore

#### Nazionale croata
Statistiche aggiornate al 18 novembre 2023.
| Squadra | Naz                | dal           | al              | Record | Record | Record | Record     | Record | Record | Record | Record |
| G       | V                  | N             | P               | GF     | GS     | DR     | % Vittorie |        |        |        |        |
| ------- | ------------------ | ------------- | --------------- | ------ | ------ | ------ | ---------- | ------ | ------ | ------ | ------ |
| Croazia | Croazia (bandiera) | 5 luglio 2012 | 16 ottobre 2013 | 15     | 8      | 2      | 5          | 23     | 17     | +6     | 53,33  |

#### Nazionale croata nel dettaglio
| set.-ott. 2012   | Croazia        | Qual. mondiale 2014 | 2º nel Gruppo A, esonerato prima dei Play-Off | 4  | 3 | 1 | 0 | 75,00 | 6  | 2  | +4 |
| 2013             | Croazia        | Qual. mondiale 2014 | 2º nel Gruppo A, esonerato prima dei Play-Off | 6  | 2 | 1 | 3 | 33,33 | 6  | 7  | -1 |
| Dal 2012 al 2013 | Croazia        | Amichevoli          |                                               | 5  | 3 | 0 | 2 | 60,00 | 11 | 8  | +3 |
| Totale Croazia   | Totale Croazia | Totale Croazia      | Totale Croazia                                | 15 | 8 | 2 | 5 | 53,33 | 23 | 17 | +6 |

#### Panchine da commissario tecnico della nazionale croata
| Cronologia completa delle presenze e delle reti in nazionale ― Croazia | Cronologia completa delle presenze e delle reti in nazionale ― Croazia | Cronologia completa delle presenze e delle reti in nazionale ― Croazia | Cronologia completa delle presenze e delle reti in nazionale ― Croazia | Cronologia completa delle presenze e delle reti in nazionale ― Croazia | Cronologia completa delle presenze e delle reti in nazionale ― Croazia | Cronologia completa delle presenze e delle reti in nazionale ― Croazia | Cronologia completa delle presenze e delle reti in nazionale ― Croazia |
| Data                                                                   | Città                                                                  | In casa                                                                | Risultato                                                              | Ospiti                                                                 | Competizione                                                           | Reti                                                                   | Note                                                                   |
| ---------------------------------------------------------------------- | ---------------------------------------------------------------------- | ---------------------------------------------------------------------- | ---------------------------------------------------------------------- | ---------------------------------------------------------------------- | ---------------------------------------------------------------------- | ---------------------------------------------------------------------- | ---------------------------------------------------------------------- |
| 15-8-2012                                                              | Spalato                                                                | Croazia                                                                | 2 – 4                                                                  | Svizzera                                                               | Amichevole                                                             | 2 Eduardo                                                              | Cap: D.Srna                                                            |
| 7-9-2012                                                               | Zagabria                                                               | Croazia                                                                | 1 – 0                                                                  | Macedonia                                                              | Qual. Mondiali 2014                                                    | Nikica Jelavić                                                         | Cap: D.Srna                                                            |
| 11-9-2012                                                              | Bruxelles                                                              | Belgio                                                                 | 1 – 1                                                                  | Croazia                                                                | Qual. Mondiali 2014                                                    | Ivan Perišić                                                           | Cap: D.Srna                                                            |
| 12-10-2012                                                             | Skopje                                                                 | Macedonia                                                              | 1 – 2                                                                  | Croazia                                                                | Qual. Mondiali 2014                                                    | Vedran Corluka Ivan Rakitić                                            | Cap: D.Srna                                                            |
| 16-10-2012                                                             | Osijek                                                                 | Croazia                                                                | 2 – 0                                                                  | Galles                                                                 | Qual. Mondiali 2014                                                    | Mario Mandžukić Eduardo                                                | Cap: D.Srna                                                            |
| 6-2-2013                                                               | Londra                                                                 | Croazia                                                                | 4 – 0                                                                  | Corea del Sud                                                          | Amichevole                                                             | Mario Mandžukić Darijo Srna Nikica Jelavić Mladen Petrić               | Cap: D.Srna                                                            |
| 22-3-2013                                                              | Zagabria                                                               | Croazia                                                                | 2 – 0                                                                  | Serbia                                                                 | Qual. Mondiali 2014                                                    | Mario Mandžukić Ivica Olić                                             | Cap: D.Srna                                                            |
| 26-3-2013                                                              | Swansea                                                                | Galles                                                                 | 1 – 2                                                                  | Croazia                                                                | Qual. Mondiali 2014                                                    | Dejan Lovren Eduardo                                                   | Cap: D.Srna                                                            |
| 7-6-2013                                                               | Zagabria                                                               | Croazia                                                                | 0 – 1                                                                  | Scozia                                                                 | Qual. Mondiali 2014                                                    | -                                                                      | Cap: D.Srna                                                            |
| 10-6-2013                                                              | Ginevra                                                                | Croazia                                                                | 0 – 1                                                                  | Portogallo                                                             | Amichevole                                                             | -                                                                      | Cap: D.Srna                                                            |
| 14-8-2013                                                              | Vaduz                                                                  | Liechtenstein                                                          | 2 – 3                                                                  | Croazia                                                                | Amichevole                                                             | 2 Eduardo Ante Rebić                                                   | Cap: D.Srna                                                            |
| 6-9-2013                                                               | Belgrado                                                               | Serbia                                                                 | 1 – 1                                                                  | Croazia                                                                | Qual. Mondiali 2014                                                    | Mario Mandžukić                                                        | Cap: D.Srna                                                            |
| 10-9-2013                                                              | Jeonju                                                                 | Corea del Sud                                                          | 1 – 2                                                                  | Croazia                                                                | Amichevole                                                             | Domagoj Vida Nikola Kalinić                                            | Cap: D.Srna                                                            |
| 11-10-2013                                                             | Zagabria                                                               | Croazia                                                                | 1 – 2                                                                  | Belgio                                                                 | Qual. Mondiali 2014                                                    | Niko Kranjcar                                                          | Cap: V.Corluka                                                         |
| 15-10-2013                                                             | Edimburgo                                                              | Scozia                                                                 | 2 – 0                                                                  | Croazia                                                                | Qual. Mondiali 2014                                                    | -                                                                      | Cap: D.Srna                                                            |
| Totale                                                                 |                                                                        | Presenze                                                               | 15                                                                     |                                                                        | Reti                                                                   | 23                                                                     |                                                                        |

#### Nazionale indiana
Statistiche aggiornate al 18 dicembre 2023.
| Squadra | Naz              | dal            | al        | Record | Record | Record | Record     | Record | Record | Record | Record |
| G       | V                | N              | P         | GF     | GS     | DR     | % Vittorie |        |        |        |        |
| ------- | ---------------- | -------------- | --------- | ------ | ------ | ------ | ---------- | ------ | ------ | ------ | ------ |
| India   | India (bandiera) | 15 maggio 2019 | in carica | 51     | 17     | 15     | 19         | 58     | 60     | −2     | 33,33  |

#### Nazionale indiana nel dettaglio
| giu. 2019      | India        | King's Cup 2019                      | 3°                           | 2  | 1  | 0  | 1  | 50,00   | 3  | 2  | +1  |
| lug. 2019      | India        | Coppa Intercontinentale 2019 (India) | 4°                           | 3  | 0  | 1  | 2  | &0,00   | 5  | 10 | -5  |
| 2019           | India        | Qual. Mondiali 2022                  | 3° nel gruppo E              | 5  | 0  | 2  | 3  | &0,00   | 3  | 3  | +0  |
| 2021           | India        | Qual. Mondiali 2022                  | 3° nel gruppo E              | 3  | 1  | 1  | 1  | 33,33   | 3  | 2  | +1  |
| ott. 2021      | India        | SAFF Championship 2021               | Vincitore                    | 5  | 3  | 2  | 0  | 60,00   | 8  | 2  | +6  |
| giu. 2022      | India        | Qual.Coppa d'Asia 2023               | 1° nel gruppo D, qualificato | 3  | 3  | 0  | 0  | 100,00& | 8  | 1  | +7  |
| giu. 2023      | India        | Coppa Intercontinentale 2023 (India) | Vincitore                    | 4  | 3  | 1  | 0  | 75,00   | 5  | 0  | +5  |
| giu.-lug. 2023 | India        | SAFF Championship 2023               | Vincitore                    | 5  | 2  | 3  | 0  | 40,00   | 8  | 2  | +6  |
| set.-ott. 2023 | India        | King's Cup 2023                      | 4°                           | 2  | 0  | 1  | 1  | &0,00   | 2  | 3  | -1  |
| ott. 2023      | India        | Pestabola Merdeka 2023               | 3°                           | 1  | 0  | 0  | 1  | &0,00   | 2  | 4  | -2  |
| 2023           | India        | Qual. Mondiali 2026                  | nel gruppo A                 | 2  | 1  | 0  | 1  | 50,00   | 1  | 3  | -2  |
| 2024           | India        | Qual. Mondiali 2026                  | nel gruppo A                 | 2  | 0  | 1  | 1  | &0,00   | 1  | 2  | -1  |
| gen.-feb. 2024 | India        | Coppa d'Asia 2023                    | 4 °nel gruppo B              | 3  | 0  | 0  | 3  | &0,00   | 0  | 6  | -6  |
| Dal 2019       | India        | Amichevoli                           |                              | 11 | 3  | 3  | 5  | 27,27   | 9  | 20 | -11 |
| Totale India   | Totale India | Totale India                         | Totale India                 | 51 | 17 | 15 | 19 | 33,33   | 58 | 60 | -2  |

#### Panchine da commissario tecnico della nazionale indiana
| Cronologia completa delle presenze e delle reti in nazionale ― India | Cronologia completa delle presenze e delle reti in nazionale ― India | Cronologia completa delle presenze e delle reti in nazionale ― India | Cronologia completa delle presenze e delle reti in nazionale ― India | Cronologia completa delle presenze e delle reti in nazionale ― India | Cronologia completa delle presenze e delle reti in nazionale ― India | Cronologia completa delle presenze e delle reti in nazionale ― India | Cronologia completa delle presenze e delle reti in nazionale ― India |
| Data                                                                 | Città                                                                | In casa                                                              | Risultato                                                            | Ospiti                                                               | Competizione                                                         | Reti                                                                 | Note                                                                 |
| -------------------------------------------------------------------- | -------------------------------------------------------------------- | -------------------------------------------------------------------- | -------------------------------------------------------------------- | -------------------------------------------------------------------- | -------------------------------------------------------------------- | -------------------------------------------------------------------- | -------------------------------------------------------------------- |
| 5-6-2019                                                             | Buriram                                                              | Curaçao                                                              | 3 – 1                                                                | India                                                                | King's Cup 2019 - Semifinale                                         | Sunil Chhetri (rig.)                                                 | Cap: S.Chhetri                                                       |
| 8-6-2019                                                             | Buriram                                                              | Thailandia                                                           | 0 – 1                                                                | India                                                                | King's Cup 2019 - Final 3º-4º posto                                  | Anirudh Thapa                                                        | Cap: S.Jhingan                                                       |
| 7-7-2019                                                             | Ahmedabad                                                            | India                                                                | 2 – 4                                                                | Tagikistan                                                           | Intercontinental Cup 2019 - 1º turno                                 | 2 Sunil Chhetri 1 (rig.)                                             | Cap: S.Chhetri                                                       |
| 13-7-2019                                                            | Ahmedabad                                                            | India                                                                | 2 – 5                                                                | Corea del Nord                                                       | Intercontinental Cup 2019 - 1º turno                                 | Lallianzuala Chhangte Sunil Chhetri                                  | Cap: S.Chhetri                                                       |
| 16-7-2019                                                            | Ahmedabad                                                            | India                                                                | 1 – 1                                                                | Siria                                                                | Intercontinental Cup 2019 - 1º turno                                 | Narender Gahlot                                                      | Cap: S.Chhetri                                                       |
| 5-9-2019                                                             | Guwahati                                                             | India                                                                | 1 – 2                                                                | Oman                                                                 | Qual. Mondiali 2022                                                  | Sunil Chhetri                                                        | Cap: S.Chhetri                                                       |
| 10-9-2019                                                            | Doha                                                                 | Qatar                                                                | 0 – 0                                                                | India                                                                | Qual. Mondiali 2022                                                  | -                                                                    | Cap: G. Singh Sandhu                                                 |
| 15-10-2019                                                           | Calcutta                                                             | India                                                                | 1 – 1                                                                | Bangladesh                                                           | Qual. Mondiali 2022                                                  | Adil Khan                                                            | Cap: S.Chhetri                                                       |
| 14-11-2019                                                           | Dušanbe                                                              | Afghanistan                                                          | 1 – 1                                                                | India                                                                | Qual. Mondiali 2022                                                  | Seiminlen Doungel                                                    | Cap: S.Chhetri                                                       |
| 19-11-2019                                                           | Mascate                                                              | Oman                                                                 | 1 – 0                                                                | India                                                                | Qual. Mondiali 2022                                                  | -                                                                    | Cap: S.Chhetri                                                       |
| 25-3-2021                                                            | Dubai                                                                | Oman                                                                 | 1 – 1                                                                | India                                                                | Amichevole                                                           | Manvir Singh                                                         | Cap: S.Jhingan                                                       |
| 29-3-2021                                                            | Abu Dhabi                                                            | Emirati Arabi Uniti                                                  | 6 – 0                                                                | India                                                                | Amichevole                                                           | -                                                                    | Cap: G. Singh Sandhu                                                 |
| 3-6-2021                                                             | Doha                                                                 | India                                                                | 0 – 1                                                                | Qatar                                                                | Qual. Mondiali 2022                                                  | -                                                                    | Cap: S.Chhetri                                                       |
| 7-6-2021                                                             | Doha                                                                 | Bangladesh                                                           | 0 – 2                                                                | India                                                                | Qual. Mondiali 2022                                                  | 2 Sunil Chhetri                                                      | Cap: S.Chhetri                                                       |
| 15-6-2021                                                            | Doha                                                                 | India                                                                | 1 – 1                                                                | Afghanistan                                                          | Qual. Mondiali 2022                                                  | autorete                                                             | Cap: S.Chhetri                                                       |
| 2-9-2021                                                             | Katmandu                                                             | Nepal                                                                | 1 – 1                                                                | India                                                                | Amichevole                                                           | Anirudh Thapa                                                        | Cap: S.Chhetri                                                       |
| 5-9-2021                                                             | Katmandu                                                             | Nepal                                                                | 1 – 2                                                                | India                                                                | Amichevole                                                           | Farukh Choudhary Sunil Chhetri                                       | Cap: S.Chhetri                                                       |
| 4-10-2021                                                            | Malé                                                                 | Bangladesh                                                           | 1 – 1                                                                | India                                                                | SAFF Championship 2021 - 1º turno                                    | Sunil Chhetri                                                        | Cap: S.Chhetri                                                       |
| 7-10-2021                                                            | Malé                                                                 | India                                                                | 0 – 0                                                                | Sri Lanka                                                            | SAFF Championship 2021 - 1º turno                                    | -                                                                    | Cap: S.Chhetri                                                       |
| 10-10-2021                                                           | Malé                                                                 | Nepal                                                                | 0 – 1                                                                | India                                                                | SAFF Championship 2021 - 1º turno                                    | Sunil Chhetri                                                        | Cap: S.Chhetri                                                       |
| 13-10-2021                                                           | Malé                                                                 | India                                                                | 3 – 1                                                                | Maldive                                                              | SAFF Championship 2021 - 1º turno                                    | Manvir Singh 2 Sunil Chhetri                                         | Cap: S.Chhetri                                                       |
| 16-10-2021                                                           | Malé                                                                 | India                                                                | 3 – 0                                                                | Nepal                                                                | SAFF Championship 2021 - Finale                                      | Sunil Chhetri Suresh Singh Sahal Abdul Samad                         | Cap: S.Chhetri                                                       |
| 23-3-2022                                                            | Arad                                                                 | India                                                                | 1 – 2                                                                | Bahrein                                                              | Amichevole                                                           | Rahul Bheke                                                          | Cap: G. Singh Sandhu                                                 |
| 26-3-2022                                                            | Riffa                                                                | Bielorussia                                                          | 3 – 0                                                                | India                                                                | Amichevole                                                           | -                                                                    | Cap: G. Singh Sandhu                                                 |
| 28-5-2022                                                            | Doha                                                                 | India                                                                | 0 – 2                                                                | Giordania                                                            | Amichevole                                                           | -                                                                    | Cap: S.Chhetri                                                       |
| 8-6-2022                                                             | Calcutta                                                             | India                                                                | 2 – 0                                                                | Cambogia                                                             | Qual. Coppa d'Asia 2023                                              | 2 Sunil Chhetri 1 (rig.)                                             | Cap: S.Chhetri                                                       |
| 11-6-2022                                                            | Calcutta                                                             | Afghanistan                                                          | 1 – 2                                                                | India                                                                | Qual. Coppa d'Asia 2023                                              | Sunil Chhetri Sahal Abdul Samad                                      | Cap: S.Chhetri                                                       |
| 14-6-2022                                                            | Calcutta                                                             | India                                                                | 4 – 0                                                                | Hong Kong                                                            | Qual. Coppa d'Asia 2023                                              | Anwar Ali Sunil Chhetri Manvir Singh Ishan Pandita                   | Cap: S.Chhetri                                                       |
| 24-9-2022                                                            | Ho Chi Minh                                                          | India                                                                | 1 – 1                                                                | Singapore                                                            | Amichevole                                                           | Ashique Kuruniyan                                                    | Cap: S.Chhetri                                                       |
| 27-9-2022                                                            | Ho Chi Minh                                                          | Vietnam                                                              | 3 – 0                                                                | India                                                                | Amichevole                                                           | -                                                                    | Cap: S.Chhetri                                                       |
| 22-3-2023                                                            | Imphal                                                               | India                                                                | 1 – 0                                                                | Birmania                                                             | Amichevole                                                           | Anirudh Thapa                                                        | Cap: S.Chhetri                                                       |
| 28-3-2023                                                            | Imphal                                                               | Kirghizistan                                                         | 0 – 2                                                                | India                                                                | Amichevole                                                           | Sandesh Jhingan Sunil Chhetri (rig.)                                 | Cap: S.Chhetri                                                       |
| 9-6-2023                                                             | Bhubaneswar                                                          | India                                                                | 2 – 0                                                                | Mongolia                                                             | Coppa Intercontinentale 2023 - 1º turno                              | Sahal Abdul Samad Lallianzuala Chhangte                              | Cap: S.Chhetri                                                       |
| 12-6-2023                                                            | Bhubaneswar                                                          | India                                                                | 1 – 0                                                                | Vanuatu                                                              | Coppa Intercontinentale 2023 - 1º turno                              | Sunil Chhetri                                                        | Cap: S.Chhetri                                                       |
| 15-6-2023                                                            | Bhubaneswar                                                          | India                                                                | 0 – 0                                                                | Libano                                                               | Coppa Intercontinentale 2023 - 1º turno                              | -                                                                    | Cap: S.Chhetri                                                       |
| 18-6-2023                                                            | Bhubaneswar                                                          | India                                                                | 2 – 0                                                                | Libano                                                               | Coppa Intercontinentale 2023 - Finale                                | Sunil Chhetri Lallianzuala Chhangte                                  | Cap: S.Chhetri                                                       |
| 21-6-2023                                                            | Bengaluru                                                            | India                                                                | 4 – 0                                                                | Pakistan                                                             | SAFF Championship 2023 - 1º turno                                    | 3 Sunil Chhetri 2 (rig.) Udanta Singh                                | Cap: S.Chhetri                                                       |
| 24-6-2023                                                            | Bengaluru                                                            | Nepal                                                                | 0 – 2                                                                | India                                                                | SAFF Championship 2023 - 1º turno                                    | Sunil Chhetri Naorem Mahesh Singh                                    | Cap: S.Chhetri                                                       |
| 27-6-2023                                                            | Bengaluru                                                            | India                                                                | 1 – 1                                                                | Kuwait                                                               | SAFF Championship 2023 - 1º turno                                    | Sunil Chhetri                                                        | Cap: S.Chhetri                                                       |
| 1-7-2023                                                             | Bengaluru                                                            | Libano                                                               | 0 – 0                                                                | India                                                                | SAFF Championship 2023 - Semifinale                                  | -                                                                    | Cap: S.Chhetri                                                       |
| 4-7-2023                                                             | Bengaluru                                                            | Kuwait                                                               | 1 – 1 (4 -5 dtr)                                                     | India                                                                | SAFF Championship 2023 - Finale                                      | Lallianzuala Chhangte                                                | Cap: S.Chhetri                                                       |
| 7-9-2023                                                             | Chiang Mai                                                           | Iraq                                                                 | 2 – 2 (5 - 4 dtr)                                                    | India                                                                | King's Cup 2023 - Semifinale                                         | Naorem Mahesh Singh autorete                                         | Cap: G. Singh Sandhu                                                 |
| 10-9-2023                                                            | Beirut                                                               | Libano                                                               | 1 – 0                                                                | India                                                                | King's Cup 2023 - Semifinale                                         | -                                                                    | Cap: S.Jhingan                                                       |
| 13-10-2023                                                           | Kuala Lumpur                                                         | Malaysia                                                             | 4 – 2                                                                | India                                                                | Pestabola Merdeka 2023 - Semifinale                                  | Naorem Mahesh Singh Sunil Chhetri                                    | Cap: S.Chhetri                                                       |
| 16-11-2023                                                           | Al Kuwait                                                            | Kuwait                                                               | 0 – 1                                                                | India                                                                | Qual. Mondiali 2026                                                  | Manvir Singh                                                         | Cap: S.Chhetri                                                       |
| 21-11-2023                                                           | Bhubaneswar                                                          | India                                                                | 0 – 3                                                                | Qatar                                                                | Qual. Mondiali 2026                                                  | -                                                                    | Cap: S.Chhetri                                                       |
| 13-1-2024                                                            | Al Rayyan                                                            | Australia                                                            | 2 – 0                                                                | India                                                                | Coppa d'Asia 2023 - 1º turno                                         | -                                                                    | Cap: S.Chhetri                                                       |
| 18-1-2024                                                            | Al Rayyan                                                            | India                                                                | 0 – 3                                                                | Uzbekistan                                                           | Coppa d'Asia 2023 - 1º turno                                         | -                                                                    | Cap: S.Chhetri                                                       |
| 23-1-2024                                                            | Al Khor                                                              | Siria                                                                | 1 – 0                                                                | India                                                                | Coppa d'Asia 2023 - 1º turno                                         | -                                                                    | Cap: S.Chhetri                                                       |
| 21-3-2024                                                            | Khamis Mushait                                                       | Afghanistan                                                          | 0 – 0                                                                | India                                                                | Qual. Mondiali 2026                                                  | -                                                                    | Cap: S.Chhetri                                                       |
| 26-3-2024                                                            | Guwahati                                                             | India                                                                | 1 – 2                                                                | Afghanistan                                                          | Qual. Mondiali 2026                                                  | Sunil Chhetri (rig.)                                                 | Cap: S.Chhetri                                                       |
| Totale                                                               |                                                                      | Presenze                                                             | 51                                                                   |                                                                      | Reti                                                                 | 58                                                                   |                                                                      |

## Palmarès

### Giocatore

#### Club
- Coppa di Jugoslavia: 1

Hajduk Spalato: 1991
- Campionato croato: 2

Hajduk Spalato: 1992, 1994-1995
- Coppa di Croazia: 1

Hajduk Spalato: 1994-1995
- Supercoppa di Croazia: 1

Hajduk Spalato: 1994

#### Nazionale
- Campionato mondiale Under-20: 1

Jugoslavia: Cile 1987

### Allenatore

#### Competizioni nazionali
- Campionato croato: 1

Hajduk Spalato: 2004-2005

#### Nazionale
- Coppa della Federazione calcistica dell'Asia meridionale: 2

India: 2021, 2023
- Coppa Intercontinentale (India): 1

India: 2023